# Rescate del recién nacido

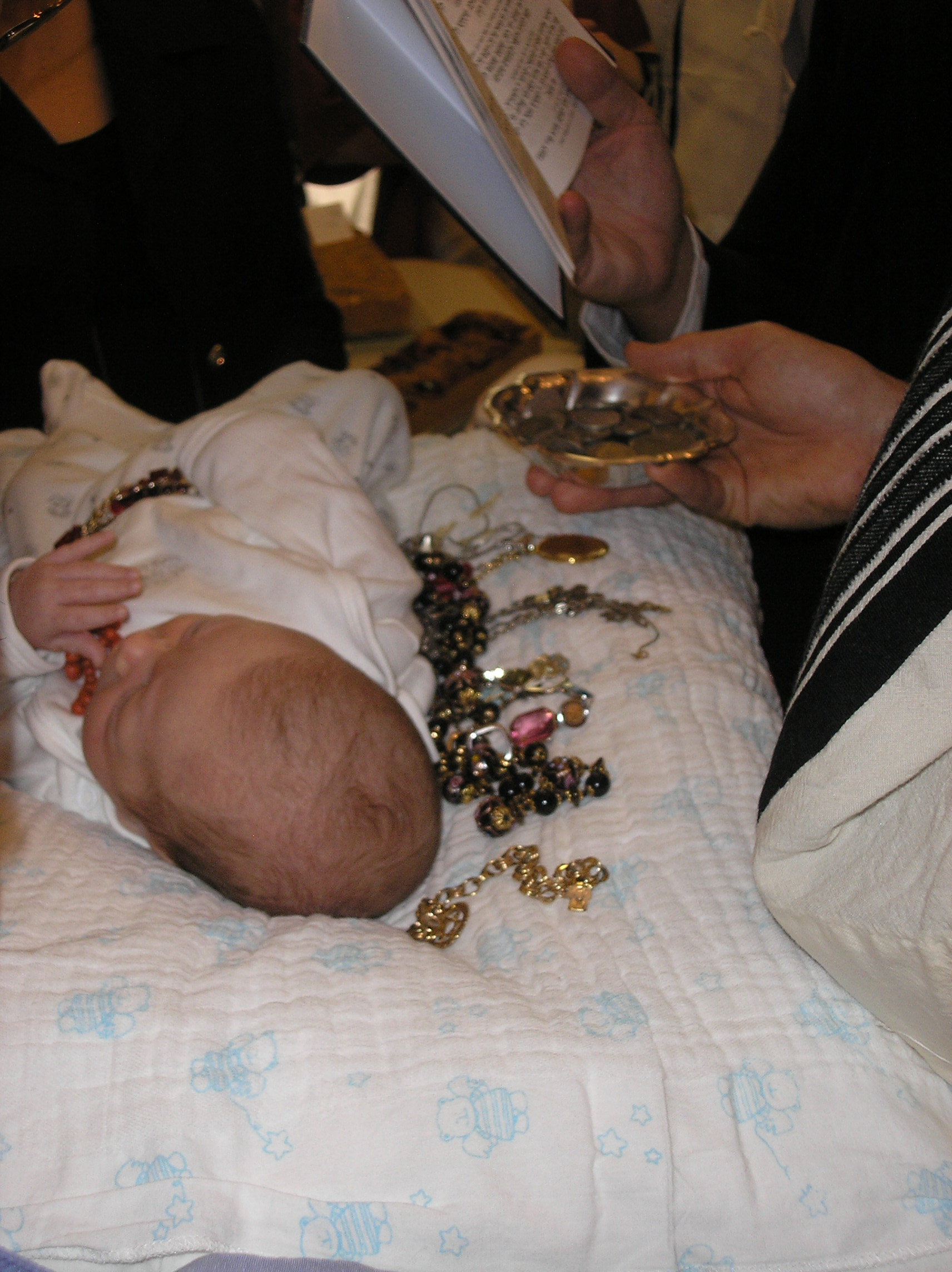

El rescate del recién nacido o Pidión HaBén (en hebreo, פדיון הבן, pidión habén) es un ritual del judaísmo en el cual el varón primogénito es rescatado de sus obligaciones sacerdotales por un Kohen (sacerdote).